# Šalomounovci

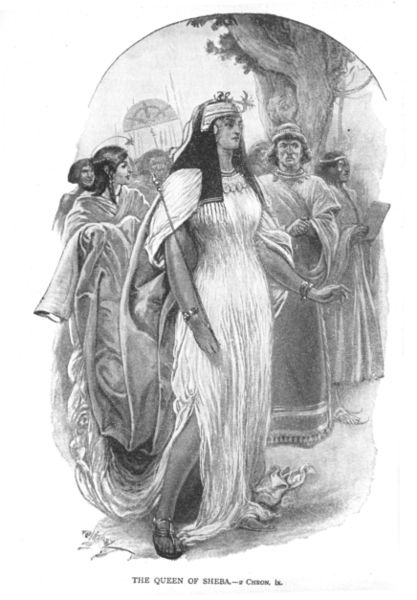
Královna ze Sáby, legendární zakladatelka Šalomounské dynastie

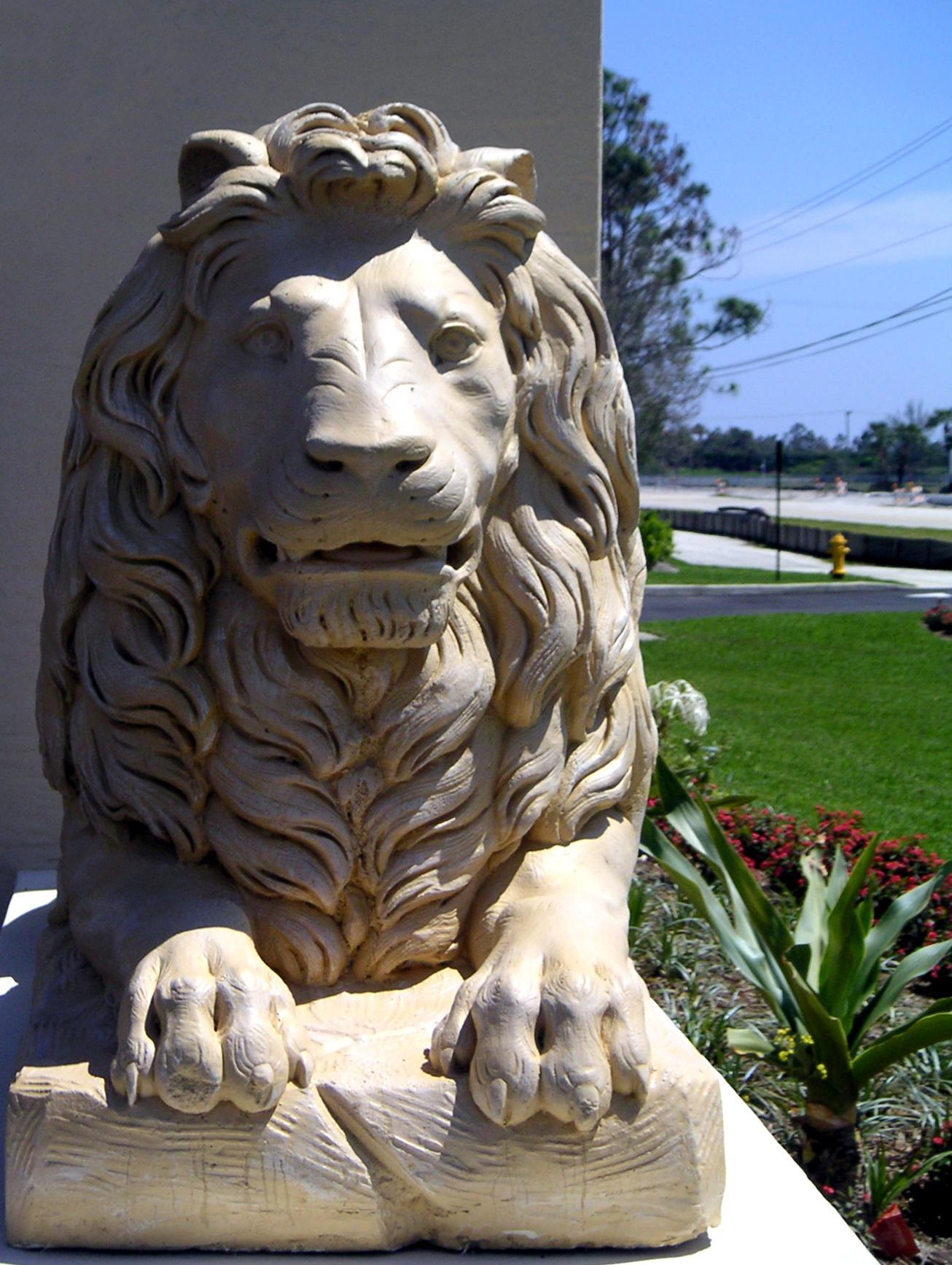
Judský lev

Šalomounovská dynastie je tradiční etiopský královský rod odvozující svůj původ od nemanželských potomků izraelského krále Šalomouna a Královny ze Sáby. Tradičně prvním králem ze Šalamounské dynastie byl Menelik I., který se narodil po návštěvě Královny ze Sáby u Šalomouna v Jeruzalémě.

## Historie

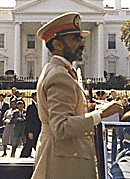
Poslední vládnoucí habešský císař Haile Selassie I. pocházel z 225. generace potomků Šalomouna a Královny ze Sáby

Dynastie Šalomounovců, která se opírá především o Etiopskou ortodoxní církev, se v Etiopii chopila vlády 10. srpna 1270 (10. nehasé 1262 dle etiopského kalendáře), když Jekuno Amlak svrhl posledního vládce z agauské dynastie Zagwe. Jekuno Amlak si nárokoval následnictví v mužské linii od starého aksumského královského rodu, který právě Zagweovci vystřídali na trůnu. Šalomounovci v Etiopii vládli s několika přestávkami až do roku 1974, kdy byl poslední císař Haile Selassie I. sesazen vojenským dergem (radou). Další členové rodu byli uvězněni, a ostatní uprchli do exilu. Ženy z královského rodu byly dergovým režimem propuštěny z vězení roku 1989 a muži o rok později. Některým členům rodu poté v polovině roku 1990 bylo umožněno vycestovat a ostatní opustili zemi po pádu vlády dergu v roce 1991. Několik členů císařské rodiny se v pozdějších letech do země vrátilo.
Když se připočte kontinuita Šalomounovské dynastie s vládci starého Aksumu od Menelika I. a jeho matky, Královny ze Sáby, patří tato dynastie spolu s japonským císařským rodem Jamato mezi nejstarší na světě.
Území Šalomounské říše se během staletích značně proměňovalo, centrum však bylo vždy v severozápadní části dnešní Etiopie, v zemích Šoa (Shewa), Amhara a Tigraj. Šalomounovci v dobách největšího rozmachu pod svou vládu přičlenili oblasti dnešního Súdánu a přímořské oblasti Rudého moře a Adenského zálivu a stejně tak svůj vliv rozšiřovali i směrem na jih do oblasti dnešní Keni. Jižní a jihozápadní oblasti byly připojeny permanentně během posledních dvou staletí, některá šoanskými králi, jiná císaři Menelikem II. a Haile Sellasiem I., zatímco velká část středních a východních oblastí byla připojena k etiopskému státu již za vlády Amdy Siona I. (1314–1344) a Zary Jakoba (1434–1468); později ovšem byly okrajové oblasti načas ztraceny po nájezdech adalského sultána Ahmada ibn Ibráhíma al-Gházího.

## Erb
Císařský erb přijal císař Haile Selassie I. a v současné době je držen mužskými členy rodu. Erb se skládá z císařského trůnu, lemovaného dvěma anděly. Jeden z andělů drží meč a váhy a druhý drží císařské žezlo. Trůn je často zobrazován spolu s křesťanským křížem, Davidovou hvězdou a islámským půlměsícem – symbolizující židovskou, křesťanskou a islámskou tradici. Znak je „zahalen“ do rudého pláště a královské koruny a před trůnem je lev, jakožto judský symbol. Judský lev byl také veprostřed etiopské vlajky za monarchie a je také hlavním symbolem etiopských monarchistických hnutí. Heslo Vítězný lev Judského kmene, objevující se na erbu a vždy předcházející císařovým oficiálním titulům, ale ukazuje spíše na Krista než na monarchii; oficiální císařské motto (pocházející z knihy Žalmů) bylo: Etiopie zdvihá své ruce k Pánu.

## Galerie

Etiopská císařská standarta, rub
Etiopská císařská standarta, líc
Vlajka císařské Etiopie